# لا فيغا
لا فيغا هي بلدية في جمهورية الدومينيكان، تتبع مقاطعة لا فيغا، بلغ عدد سكانها 220٬279 نسمة، تبلغ مساحتها 639٫85 كيلومتر مربع.

## المناخ
يظهر الجدول التالي التغييرات المناخية على مدار السنة للا فيغا:
| البيانات المناخية لـلا فيغا                    | البيانات المناخية لـلا فيغا | البيانات المناخية لـلا فيغا | البيانات المناخية لـلا فيغا | البيانات المناخية لـلا فيغا | البيانات المناخية لـلا فيغا | البيانات المناخية لـلا فيغا | البيانات المناخية لـلا فيغا | البيانات المناخية لـلا فيغا | البيانات المناخية لـلا فيغا | البيانات المناخية لـلا فيغا | البيانات المناخية لـلا فيغا | البيانات المناخية لـلا فيغا | البيانات المناخية لـلا فيغا |
| الشهر                                          | يناير                       | فبراير                      | مارس                        | أبريل                       | مايو                        | يونيو                       | يوليو                       | أغسطس                       | سبتمبر                      | أكتوبر                      | نوفمبر                      | ديسمبر                      | المعدل السنوي               |
| ---------------------------------------------- | --------------------------- | --------------------------- | --------------------------- | --------------------------- | --------------------------- | --------------------------- | --------------------------- | --------------------------- | --------------------------- | --------------------------- | --------------------------- | --------------------------- | --------------------------- |
| الدرجة القصوى °م (°ف)                          | 36.2 (97.2)                 | 36.2 (97.2)                 | 37.2 (99.0)                 | 37.3 (99.1)                 | 38.0 (100.4)                | 38.0 (100.4)                | 37.5 (99.5)                 | 38.5 (101.3)                | 38.4 (101.1)                | 38.6 (101.5)                | 37.2 (99.0)                 | 35.0 (95.0)                 | 38.6 (101.5)                |
| متوسط درجة الحرارة الكبرى °م (°ف)              | 29.7 (85.5)                 | 30.1 (86.2)                 | 31.2 (88.2)                 | 31.9 (89.4)                 | 32.5 (90.5)                 | 33.4 (92.1)                 | 33.5 (92.3)                 | 33.9 (93.0)                 | 33.9 (93.0)                 | 33.0 (91.4)                 | 31.1 (88.0)                 | 29.5 (85.1)                 | 32.0 (89.6)                 |
| متوسط درجة الحرارة الصغرى °م (°ف)              | 18.4 (65.1)                 | 18.6 (65.5)                 | 19.2 (66.6)                 | 20.2 (68.4)                 | 21.1 (70.0)                 | 21.8 (71.2)                 | 22.0 (71.6)                 | 22.2 (72.0)                 | 21.9 (71.4)                 | 21.4 (70.5)                 | 20.5 (68.9)                 | 19.0 (66.2)                 | 20.5 (68.9)                 |
| أدنى درجة حرارة °م (°ف)                        | 11.0 (51.8)                 | 14.0 (57.2)                 | 12.5 (54.5)                 | 14.0 (57.2)                 | 17.0 (62.6)                 | 17.0 (62.6)                 | 16.0 (60.8)                 | 15.0 (59.0)                 | 16.0 (60.8)                 | 17.2 (63.0)                 | 16.2 (61.2)                 | 14.0 (57.2)                 | 11.0 (51.8)                 |
| معدل هطول الأمطار مم (إنش)                     | 84.7 (3.33)                 | 76.6 (3.02)                 | 87.0 (3.43)                 | 148.1 (5.83)                | 178.1 (7.01)                | 84.6 (3.33)                 | 102.1 (4.02)                | 119.0 (4.69)                | 117.1 (4.61)                | 145.1 (5.71)                | 139.1 (5.48)                | 120.1 (4.73)                | 1٬401٫6 (55.18)             |
| متوسط الأيام الممطرة (≥ 1.0 mm)                | 9.4                         | 7.1                         | 8.2                         | 9.9                         | 12.0                        | 8.1                         | 10.6                        | 10.2                        | 8.9                         | 10.7                        | 12.2                        | 11.4                        | 118.7                       |
| متوسط الرطوبة النسبية (%)                      | 73.6                        | 72.5                        | 69.6                        | 71.5                        | 74.3                        | 71.5                        | 71.3                        | 70.7                        | 70.6                        | 74.7                        | 77.6                        | 77.1                        | 72.9                        |
| ساعات سطوع الشمس الشهرية                       | 186.7                       | 185.8                       | 213.9                       | 201.5                       | 206.5                       | 228.7                       | 246.2                       | 250.7                       | 210.7                       | 207.2                       | 174.5                       | 156.3                       | 2٬468٫7                     |
| المصدر: الإدارة الوطنية للمحيطات والغلاف الجوي |                             |                             |                             |                             |                             |                             |                             |                             |                             |                             |                             |                             |                             |

## مدن توأم
المدن التوأم:
- تولوكا.

## أعلام
- فريدي كورييل
- خوسيه فرنانديز
- أنطونيو غوزمان فرنانديز
- فيكتور كروز
- جوناثان فيلار